# مارچلو دمولینر
 مارچلو دمولینر (انگلیسی: Marcelo Demoliner؛ زادهٔ ۱۸ ژانویهٔ ۱۹۸۹) یک تنیس‌باز اهل برزیل است.